# 카시아나테르메라리
카시아나테르메라리 (Casciana Terme Lari) 이탈리아 토스카나주의 피사도에 위치한 코무네 (지방자치단체)이다. 피렌체에서 남서쪽 약 60 킬로미터 (37 mi) 피사에서 동남쪽 약 30 킬로미터 (19 mi) 거리에 있다.

## 지리
카시아나테르메라리는 카판놀리, 카시나, 키안니, 크레스피나로렌차나, 산타루체, 폰사코, 폰테데라, 테리촐라 등과 경계를 이루고 있다.

### 하위 행정 구역
12개 프라치오네 (마을) 등으로 구성된다:
- 카시아나알타
- 카시아나테르메
- 체파토
- 체볼리
- 콜레몬타니노
- 라리 (관공서 위치)
- 라바이아노
- 파를라시오
- 페리냐노
- 산테르모
- 산루피노
- 우실리아노

## 역사
카시아나테르메라리는 카시아나테르메와 라리가 합쳐져 2014년 1월 1일에 만들어졌다. 관공서는 라리에 위치해 있다.